# Амброж, Филип
Филип Александр Амброж (хорв. Filip Ambrož, швед. Filip Alexander Ambrož; род. 1 декабря 2003, Гётеборг, Швеция) — шведский и хорватский футболист, полузащитник шведского клуба «Гётеборг».

## Клубная карьера
Начинал заниматься футболом в клубе «Туве». Затем попал в систему «Гётеборга», где выступал за различные юношеские команды. Перед началом сезона 2021 стал привлекаться к тренировкам с основной командой. В первом туре нового чемпионата впервые попал в заявку на матч. 23 мая 2021 года в гостевой игре с «Юргорденом» дебютировал в чемпионате Швеции. На 87-й минуте встречи он появился на поле вместо Понтуса Вернблума.

## Карьера в сборной
В конце апреля 2019 года был вызван в юношескую сборную Хорватии на товарищеский турнир четырёх стран. В игре с Норвегией вышел во втором тайме и на 70-й минуте заработал жёлтую карточку. В её составе дебютировал на этом турнире 7 мая в матче со сборной Польши. Амброж вышел в стартовом составе и провёл на поле один тайм. В игре с Норвегией вышел во втором тайме и на 70-й минуте заработал жёлтую карточку.
В августе 2020 года проходил сбор с юношеской сборной Швеции.

## Клубная статистика
| Выступление      | Выступление      | Выступление      | Лига | Лига | Кубки | Кубки | Конт. кубки | Конт. кубки | Итого | Итого |
| Клуб             | Лига             | Сезон            | Игры | Голы | Игры  | Голы  | Игры        | Голы        | Игры  | Голы  |
| ---------------- | ---------------- | ---------------- | ---- | ---- | ----- | ----- | ----------- | ----------- | ----- | ----- |
| Гётеборг         | Аллсвенскан      | 2021             | 1    | 0    | 0     | 0     | 0           | 0           | 1     | 0     |
| Гётеборг         | Итого            | Итого            | 1    | 0    | 0     | 0     | 0           | 0           | 1     | 0     |
| Всего за карьеру | Всего за карьеру | Всего за карьеру | 1    | 0    | 0     | 0     | 0           | 0           | 1     | 0     |